# Gusano de maguey

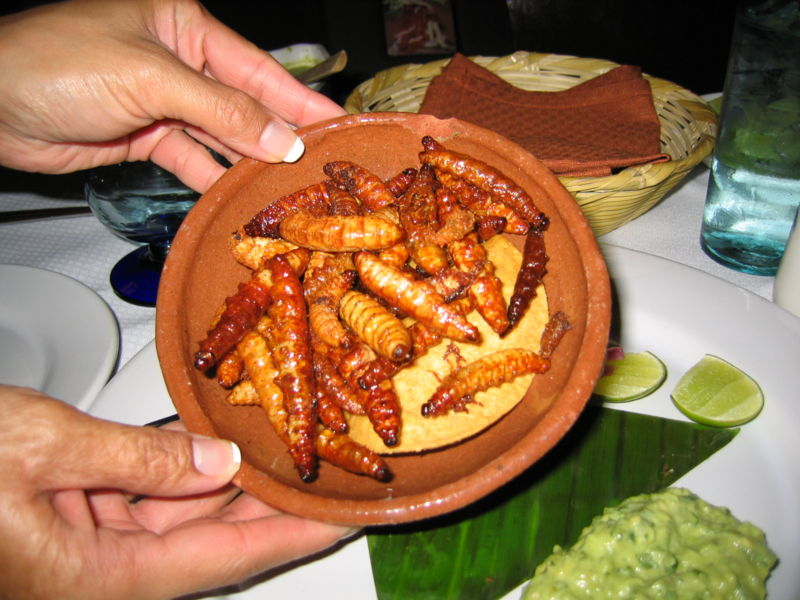
Gusano de maguey (gusanos de agave)

Se conoce como gusano de maguey a 3 especies de larvas de lepidópteros que se crían en las pencas de las especies de la familia del Agave (en especial las especies Agave angustifolia y Agave salmiana). Ambos son ingredientes de la cocina mexicana. El término es el nombre común de Aegiale hesperiaris, el gusano blanco de maguey o meocuilin, y tanto de Comadia redtenbacheri, como de Xyleutes redtenbacheri, conocidos como metchikuil, chilocuil, chinicuil (del náhuatl chilocuilin "gusano de chile"), techol o gusanos rojos de maguey.
El gusano blanco de maguey es la larva de una mariposa, que crece en las hojas, pencas y raíces del maguey. Es blanco (excepto la cabeza y las extremidades pardas); en México, se come frito. Está emparentado con el metchikuil, un gusano comestible parásito del maguey, pero de color rojo.
Se obtiene del centro del maguey después de las épocas de lluvia, por lo que la extracción de unos 3 o 4 animales (no se obtienen más) ocasiona la pérdida de la planta, que ya de por sí requiere varios años para llegar a su madurez y poder ser raspada para la obtención del aguamiel con que se obtiene el pulque. Se emplean tradicionalmente en las gastronomías oaxaqueña e hidalguense.

## En la gastronomía
Junto con los escamoles (larvas de la hormiga güijera Liometopum apiculatum y Liometopum occidentale), el gusano de maguey es el insecto mexicano que ha alcanzado mayor prestigio gastronómico mundial, y es apreciado por todos los sectores de la sociedad mexicana (aunque, por su alto precio, su consumo ha quedado reservado a los sectores adinerados). Cocinado, tiene tamaño y consistencia semejantes a los de una patata a la francesa, pero un sabor delicado y exquisito. Por su escasez, es muy caro; un plato pequeño de gusanos de maguey, como entrada, cuesta alrededor de 120 pesos mexicanos (alrededor de 7, tanto euros como dólares estadounidenses).
Industrialmente, se ha tratado de suplantarlo por otra crisálida que se cría en residuos de tortilla.
También es el ingrediente principal de la sal de chinicuil.

## Uso en el mezcal

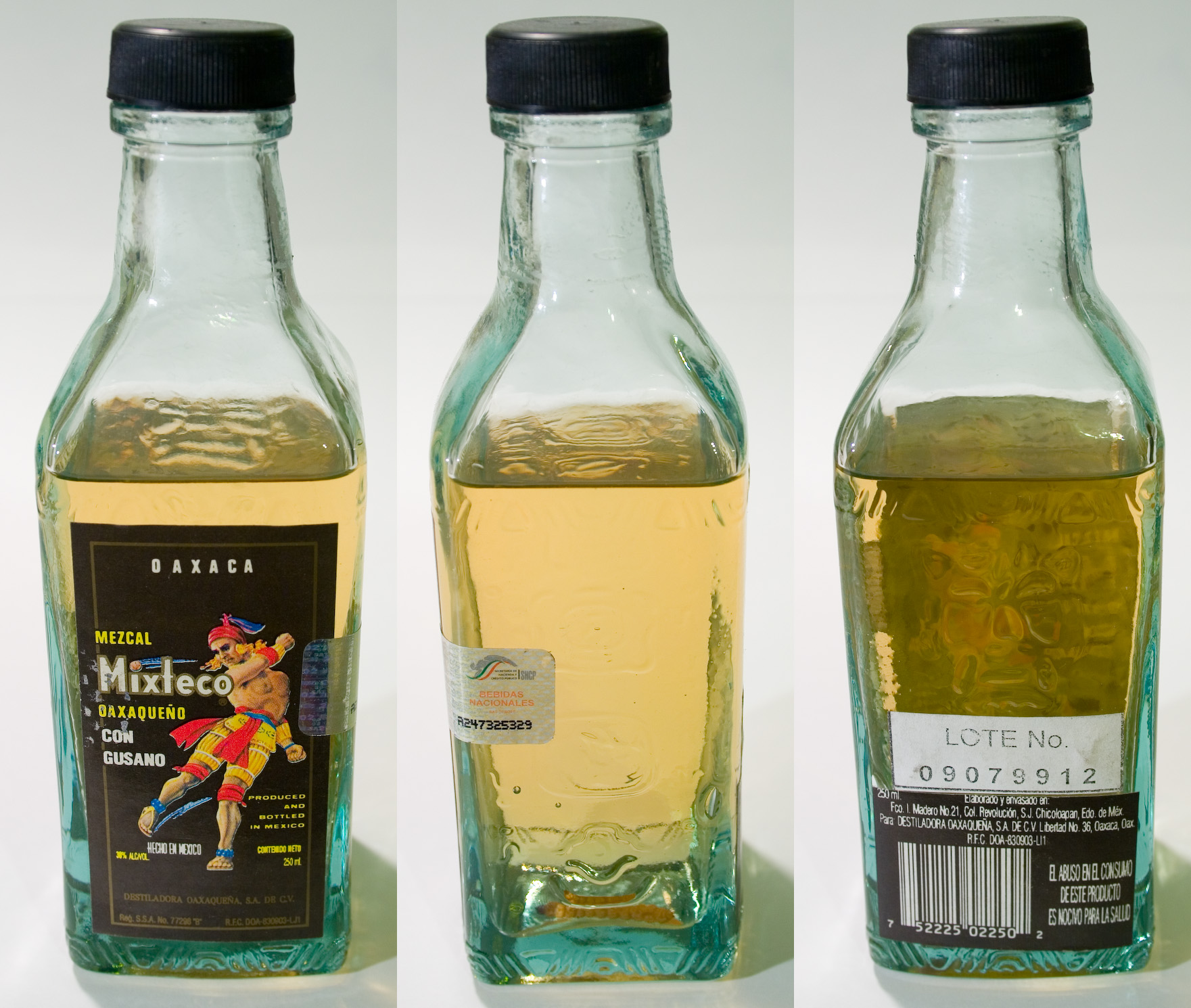
Botellas de mezcal con gusanos.

Los gusanos de maguey, usados en las botellas de mezcal, sirven únicamente para aportar una característica específica a un cierto tipo de esta bebida alcohólica. El origen de esta práctica se remonta a 1940. El gusano cambia el sabor del agave (los gusanos de agave se encuentran algunas veces en las pencas después de cosecharlas, una señal de mala elección, o de agave infestado).
Ya que el gusano es característico del mezcal y nunca se utiliza en el tequila, se ha dicho que sin esta práctica no se podría diferenciar a estas bebidas; sin embargo, es el sabor ligeramente ahumado y el aroma dulce del mezcal lo que lo distingue.